# Fontaine de dévotion Saint-Georges
La fontaine de dévotion Saint-Georges est un monument historique situé à Châtenois, dans le département français du Bas-Rhin.

## Localisation
Cette construction est située chemin rural du Meisenbergweg à Châtenois.

## Historique
L'édifice fait l'objet d'une inscription au titre des monuments historiques depuis 2015.